# Telestereoskop
Das Telestereoskop ist ein binokulares Spezialfernrohr, mit dem der Augenabstand des Beobachters apparativ vergrößert wird. Es wurde von Hermann von Helmholtz erfunden und 1857 in einem Vortrag vor der Niederrheinischen Gesellschaft für Natur- und Heilkunde vorgestellt.

## Stereopsis
Betrachtet der Mensch ein Objekt in seiner Nähe, sind die Bilder, die auf der Netzhaut abgebildet werden, aufgrund des unterschiedlichen Betrachtungswinkels des jeweiligen Auges leicht verschieden (die sogenannte Querdisparation). Durch diese unterschiedlichen Netzhautbilder kann die Entfernung (die Tiefe) von Objekten im Bild abgeschätzt werden (Stereopsis). Die Bilder in den Augen sind umso stärker verschieden, je näher das Objekt ist. Bei entfernten Gegenständen sind die Bilder in beiden Augen so ähnlich, dass keine Tiefenunterschiede wahrgenommen werden können.
Bei einem Augenabstand von durchschnittlich etwa 65 mm können Tiefenunterschiede durch die Querdisparation nur bis zu einer Entfernung bis etwa {\displaystyle 10^{2}} m wahrgenommen werden. Die Tiefe von weiter entfernt liegenden Objekten kann nur durch Erfahrungswissen z. B. über relative Größe, Verdeckungen, Schatten oder Luftperspektive abgeschätzt werden (sogenannte monokulare Raumwahrnehmung). Sind Gegenstände weiter entfernt, beispielsweise ein Gebirgszug am Horizont, so wirken sie flach.
Das Telestereoskop vergrößert den Augenabstand um ein Vielfaches. Durch die einhergehende drastische Verstärkung des stereoskopischen Effektes wird es möglich, Tiefenunterschiede auch bei weiter entfernt liegenden Objekten gut wahrzunehmen. Mit dem von Hermann Helmholtz gebauten Telestereoskop wird dem Betrachter „eine Augendistanz von vier Fuß, statt der gewöhnlichen von drei Zoll gegeben“ und „Gegenstände, welche eine Viertel- bis eine halbe Meile entfernt sind, lösen sich deutlich von ihrem Hintergrunde ab“.

## Aufbau des Telestereoskops
Das Instrument besteht aus vier Planspiegeln, welche senkrecht in einem hölzernen Kasten und unter 45° gegen dessen längsten Kanten geneigt, befestigt sind. Das von dem fernen Objekt kommende Licht fällt auf die zwei äußern großen Spiegel, wird von diesen rechtwinkelig auf die beiden inneren reflektiert und gelangt, nachdem es auch von den kleinen inneren Spiegeln rechtwinkelig reflektiert wurde, in die Augen des Beobachters. Jedes Auge erblickt in den kleinen Spiegeln das von den großen Spiegeln reflektierte Bild der Landschaft in einer solchen perspektivischen Projektion, wie sie von den beiden großen Spiegeln aus erscheint. Will man das Bild vergrößern, so kann man die
Lichtstrahlen, ehe sie in die Augen gelangen, auch noch durch kleine Fernrohre gehen lassen.
Ein Fernrohr, das auch als Telestereoskop verwendet werden kann, wird als Scherenfernrohr überwiegend beim Militär eingesetzt.